# 初恋net.com〜忘れられない恋のうた〜
『初恋net.com〜忘れられない恋のうた〜』（はつこいネット・ドットコム・わすれられないこいのうた）は、2007年11月3日から同年12月22日まで、毎週土曜日深夜（日曜日未明）の24:30～25:00（JST）に、朝日放送（ABCテレビ）の土曜ナイトドラマシリーズで放送されたドラマの題名である。最終回は15分拡大して放送した。今回のシリーズはシーズンⅠとされていたので、今後、シーズンⅡが放送される可能性もある。

## 概要
アスペクトから刊行された小原信治の恋愛をテーマにした短編小説集を原作とする。小原自身が企画・プロデュースしたインターネットを通して忘れられない人との恋の出会いを思い出させようとするウェブ初恋ネット・ドットコムを舞台にした様々な恋愛模様を描く。ラジオドラマとして2006年に放送（出演・優香、小栗旬）され人気を集めた。それを映像化したもので、2-3話を一つのくくりとしたオムニバス方式のドラマとして放送される。全7回。

## エピソードと主要出演者

### 全体を通しての出演
- 緑子 - 野村佑香
- 紅子 - わかぎゑふ

### episode.1　初恋（2回シリーズ）
- 川瀬菜津子 - 南野陽子
- 川瀬貴一郎 - 鶴久政治
- 黒田悠二 - 鈴木亮平
- 吉田菜津子 - 大沢友里江
- 吉田富子 - 宮田圭子

### episode.2　ボクノスベテダッタノニ（2回シリーズ）
- 赤間裕介 - 西村和彦
- 高校時代の裕介 - 川上祐
- 前田範子・柊繭子 - 浅香友紀（二役）
- 黛雅人 - 浜口望海

### episode.3　陽に向かう（3回シリーズ）
- 野村有希子 - 伊藤裕子
- ポニ子 - 谷村美月
- 紺野凛太郎（青葉浩平） - U.K.
- 凛太郎 - 山崎将平
- 川田龍一 - 尾上寛之
- 田口真樹夫 - 立川貴博
- マスク子 - 咲世子

## スタッフ
- 原作・脚本：小原信治
- チーフプロデューサー：森山浩一（ABC）
- プロデューサー：安井一成（ABC）
- 監督：内片輝（ABC）、元村次宏（東通企画）、西岡健太郎（高木商店）

## 主題歌
- EPISODE_1 テーマ曲「初恋」矢井田瞳
- EPISODE_2 テーマ曲「ボクノスベテダッタノニ」成田昭次
- EPISODE_3 テーマ曲「陽に向かう」戸田康平

- エンディング曲：「忘れもの」Sky

## 関連企画
- ABCラジオの『ダンディ・エクスプレス』で、放送期間中限定で同番組に寄せられた恋愛をテーマにしたお便りの紹介や、金曜日はこのドラマにゲスト出演するタレントらに野村がドラマの見所やゲストの恋愛感などを聴くインタビューを送る。